# 1616 au théâtre
| Années du théâtre : 1613 - 1614 - 1615 - 1616 - 1617 - 1618 - 1619    |
| Décennies du théâtre : 1580 - 1590 - 1600 - 1610 - 1620 - 1630 - 1640 |

## Événements
- août : à Londres, Christopher Beeston acquiert le bail d'un bâtiment construit en 1609 près de Drury Lane pour les combats de coqs et le convertit en théâtre sous le nom de Cockpit Theatre.
- À Paris, l'actrice Rachel Trépeau fait partie de la troupe de Gros-Guillaume. Marie Venier, dite Laporte, est mentionnée dans les Mémoires de Michel de Marolles comme la plus ancienne comédienne du Marais[1].

## Pièces de théâtre représentées
- 1er janvier : L’Âge d’or restauré, mascarade de Ben Jonson.
- The Scornful Lady (La Belle Dédaigneuse), pièce de John Fletcher et de Francis Beaumont.

## Naissances
- 11 octobre : Andreas Gryphius, poète et auteur dramatique allemand, mort le 16 juillet 1664.
- Vers 1616 : 
  - Jean-Baptiste Monchaingre, dit Philandre, comédien français, mort le 25 avril 1691.

## Décès
- 6 janvier : Philip Henslowe, directeur de théâtre et entrepreneur de spectacles anglais, dont on conserve le journal[2] et le livre de comptes, né vers 1550.
- 6 mars : Francis Beaumont, acteur et dramaturge anglais, qui a écrit en collaboration avec John Fletcher, né en 1585.
- 23 avril : William Shakespeare, dramaturge, poète et acteur anglais, baptisé le 26 avril 1564.
- 29 juillet : Tang Xianzu, dramaturge chinois, né le 24 septembre 1550.